# Es bleibt ja in der Familie
Es bleibt ja in der Familie (russisch Свои люди – сочтёмся) ist eine Komödie in vier Aufzügen von Alexander Ostrowski. Sie entstand zwischen 1846 und 1849 und trug den ursprünglichen Titel Der Bankrott. Nach Problemen mit der Theaterzensur erschien sie schließlich im März 1850 unter dem Titel Es bleibt ja in der Familie in der Zeitschrift Moskwitjanin.

## Inhalt

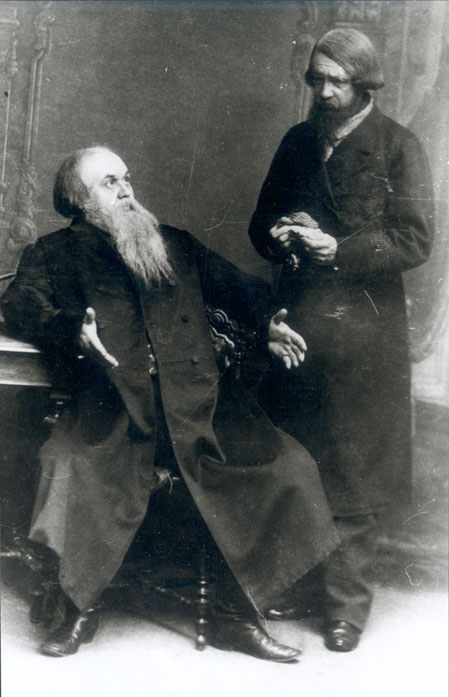
Szene mit K. N. Rybakow (als Bolschow) und M. P. Sadowskij (als Podchaljusin), Maly-Theater, 1892

Der Kaufmann Bolschow hat eine 19-jährige Tochter, Olimpiada Samssonowna (Lipotschka), die davon träumt, reich und adelig verheiratet zu werden. Die geplante Verheiratung der Tochter wird thematisch damit verquickt, wie Bolschow zu Lasten seiner Gläubiger sein Besitz und Vermögen beiseiteschaffen will. Er überschreibt es seinem Kommis Podchaljusin, dem seinerseits die Hand von Bolschows Tochter zugesprochen wird – es soll alles in der Familie bleiben. Die Tochter fügt sich in die Ehe wegen der Aussicht, endlich das elterliche Haus verlassen zu dürfen. Zusammen mit Podchaljusin verprasst sie das väterliche Vermögen. Bolschow landet wegen seiner Verschuldung im Gefängnis, sein neureicher Schwiegersohn wird am Ende wegen Verdachts auf Hehlerei von einem Polizisten abgeholt.

## Volltext
- die Komödie im russischen Original auf Wikisource

## Ausgaben
Alexander N. Ostrowskij: Es bleibt ja in der Familie. Komödie in vier Akten. In: A. N. Ostrowskij: Dramatische Werke in 4 Bänden. Band 1, S. 21–102. Berlin: Aufbau-Verlag 1951.